# Чжуансян-ван (Цинь)
Циньский Чжуансян-ван (кит. трад. 秦莊襄王, пиньинь Zhuangxiangwang), имя Ин Ижэнь (кит. 嬴異人), получивший позже имя Цзычу (кит. 子楚) — правитель (ван) царства Цинь в III веке до н. э. в Период Сражающихся царств, отец императора Цинь Шихуанди.

## Биография

### Заложник в царстве Чжао
Ин Ижэнь (Цзычу) родился от наложницы Ся наследника престола Аньго (позже — Сяовэнь-ван). Статус наложницы Ся был низкий, соответственно был низким и статус Цзычу, который был послан отцом в качестве заложника в царство Чжао. Хотя он был внуком сидящего на троне царства Цинь Чжаосян-вана, его положение в семье не давало особых шансов на получение высокого ранга, и ван не боялся нападать на царство Чжао, не особенно считаясь с жизнью одного из внуков. Сумма денег, выделенных правителем Цинь на содержание царственного заложника, была достаточно скромной, что делало его статус в Чжао относительно низким и давало повод для унизительного и оскорбительного отношения к нему со стороны чжаоской знати.

### Получение статуса главного наследника наследного принца Аньго
Богатый купец Люй Бувэй, посетив царство Чжао, захотел встретиться с Ижэнем, увидев в нём способность стать правителем страны. Люй Бувэй предложил ему свои услуги, чтобы открыть ему дорогу в свет. Цзычу рассмеялся и сказал купцу, что тому сначала надо бы было открыть дорогу в свет для себя. Люй Бувэй вполне серьёзно ответил, что для того чтобы продвинуть себя, он должен сначала продвинуть Ижэня.
Люй Бувэй объяснил свой план, центральным элементом которого была идея сделать Ижэня основным наследником своего отца, наследного принца, который скоро должен занять трон после старого правителя. Цзычу сразу же оценил масштаб идеи купца. Он сказал, что в случае успеха отдаст Люй Бувэю часть своего царства.
Для начала Люй Бувэй снабдил Ижэня 500 золотыми монетами, чтобы тот мог устраивать приемы, ещё пятьсот монет затратил на покупку всевозможных диковинных вещей и безделушек для подношений и отправился в княжество Цинь.
Вернувшись в столицу, Люй Бувэй от имени Ижэня поднёс большие подарки главной наложнице наследного принца Хуаян, у которой не было детей. Ему удалось уговорить Хуаян усыновить Ижэня и повлиять на наследника престола Аньго, чтобы Ижэнь стал его главным наследником среди 20 сыновей. Люй Бувэй тонко сыграл на страхе наложницы перед одиночеством в старости, когда умрет её покровитель. Он пообещал, что Ижэнь как приемный сын будет заботиться о ней как о своей матери и она сохранит статус вдовствующей императрицы. Эти аргументы убедили Хуаян и она повлияла на принца в указанном направлении. Аньго согласился и в виде гарантии передал Ижэню верительную дощечку.

### Наложница Чжао
В Ханьдане, столице царства Чжао, Люй Бувэй разыскал красивую девушку Чжао, которая хорошо танцевала, и сделал её своей наложницей. Устроив у себя в резиденции праздник для Ижэня, он попросил Чжао принести ему вина. Чжао понравилась Ижэню, и Люй Бувэй отдал ему девушку, и скоро у них родился сын Ин Чжэн — будущий император Цинь Шихуанди. Согласно Сыма Цяню, Чжао была уже беременна до того, как Люй Бувэй представил её перед Ижэнем. Эта версия, порочившая происхождение первого циньского императора, усиленно распространялась враждебно настроенными к нему конфуцианскими историками. Но вместе с тем есть основания сомневаться в этой версии, поскольку мать Ин Чжэна согласно тем же историкам оказывается не наложницей низкого происхождения, а девушкой из знатного чжаоского рода.
В 257 году до н. э. циньцы напали на столицу Чжао Ханьдань и осадили его. Чжаоский ван хотел убить Ижэня, но Люй Бувэй смог с помощью больших денег подкупить стражников и организовать его побег в стан циньских войск. С целью обмануть возможную погоню Ижень переоделся в чускую одежду, в которой он появился перед Хуаян. Увидев симпатичного молодого человека в чуском костюме, она назвала его Цзычу (мальчик из Чу). Тем временем наложница Чжао смогла спрятаться с ребёнком у своей матери, которая принадлежала к знатному и могущественному чжаосскому роду. После окончания военных действий она вместе с сыном выехала в Цинь, где его ожидало блестящее будущее.

### Сяовэнь-ван вступил на трон
В 250 году до н. э. старый Чжаосян-ван умер, и наследник Аньго выступил на престол как Сяовэнь-ван, однако смог пробыть на троне меньше года и умер на третий день после коронации. Вследствие этого подозревали, что он был отравлен Люй Бувэем, который мог опасаться того, что Аньго изменит своё решение и назначит нового наследника.

### Чжуансян-ван вступил на трон
Ин Ижэнь 15 сентября 250 до н. э. вступил на престол как Чжуансян-ван.
Люй Бувэй был назначен премьер-министром, а Ин Чжэн стал наследником престола. Ин Ижэнь исполнил обещание, данное в Ханьдане и дал Люй Бувэю сто тысяч дворов в качестве кормления.
Чжуансян-ван продолжал политику своего деда Чжаосян-вана, организуя захватнические походы на царства Хань, Вэй и Чжао. Войны вели генералы Мэн Ао и Ван Ци. Удалось добиться расширения царства Цинь в провинции Хэнань и на север, заняв Тайюань. Новые земли активно осваивались.
В 247 году вэйский военачальник У-цзи собрал объединённую армию и разгромил циньское войско генерала Мэн Ао. Это был один из тех редких случаев, когда антициньской коалиции сопутствовал успех — соседним царствам обычно не удавалось даже соединенными силами противостоять мощной циньской армии. Как правило, каждый из союзников заботился прежде всего о собственных, а не об общих интересах, что неизбежно приводило к поражению всей коалиции.
Чжуансян-ван проправил меньше трёх лет и умер в 247 году до н. э. в возрасте 35 лет. Историки предполагают, что к его смерти мог был причастен Люй Бувэй по причине того, что царь обнаружил, что он продолжает отношения со своей бывшей наложницей Чжао, которая стала царицей. Распространено также предположение, что наследник Ин Чжэн (будущий император Цинь Шихуанди) не был сыном Ин Ижэня, а Чжао уже была беременна от Люй Бувэя, когда тот представил её Ин Ижэню.
Хотя версия Сыма Цяня доминировала в течение 2000 лет, исследования профессоров Джона Кноблока и Джефри Ригеля при перевода анналов Люйши Чунцю показали несоответствие даты начала беременности и год рождения ребёнка, что позволило им прийти к выводу о фальсификации версии об отцовстве Люй Бувэя, с целью поставить под сомнение происхождение императора.
Наследник Ин Чжэн вступил на трон в 247 году до н. э. в возрасте 13 лет. Позднее он смог завоевать шесть царств и объединить Китай, а в 221 году до н. э. провозгласил себя императором Цинь Шихуанди
Люй Бувэй стал регентом при молодом правителе.